# Colgando en tus manos
«Colgando en tus manos» es una canción interpretada por el cantautor venezolano Carlos Baute, quien la interpreta en dos versiones, siendo la primera en solitario y la segunda en colaboración con la cantante española Marta Sánchez. Fue lanzada el 29 de octubre de 2008 como primer sencillo promocional del álbum De mi puño y letra de Baute.

## Información general
Tras su lanzamiento en el mercado musical latinoamericano y español (la canción no fue oficialmente lanzada en los Estados Unidos sino hasta el tercer trimestre del 2009), "Colgando En Tus Manos" se ha convertido en el sencillo más exitoso de la carrera de Baute; así mismo, la canción ha aparecido en la totalidad de listas de música iberoamericanas, llegando al puesto número uno de la mayoría, siendo calificada como uno de los sencillos más exitosos del 2009, junto a "Loba" de Shakira, "Causa y efecto" de Paulina Rubio, "En cambio no" de Laura Pausini y "Manos al Aire" de Nelly Furtado.
Cabe destacar que en España la canción estuvo un total de 39 semanas en el 1.
En Brasil, la canción recibió una versión portuguesa de la banda Forró do Muído titulada "Colado em Tuas Mãos", logrando un éxito considerable en algunos estados de la región nordeste del país. Pese a esto, Carlos Baute no aparece acreditado en la canción como compositor.
En el popular portal de videos YouTube, el video musical de la canción ha superado los 700 millones de visitas desde su lanzamiento en 2008. El sencillo ya ha alcanzado en España la calificación de 10 veces Disco de platino, y Disco de Oro en Venezuela, al alcanzar más de 10 000 copias vendidas.

## Listas musicales de canciones
| Listas (2008/2010)             | Máxima posición |
| ------------------------------ | --------------- |
| México Top 100                 | 1               |
| España Top 50                  | 1               |
| U.S. Billboard Latin Pop Songs | 1               |
| U.S. Billboard Hot 100         | 44              |

### Listas musicales anuales
| España | España Top 50 | 1 | 2009 |

## Sucesiones
| Predecesor: "Piece Of a Dream" de Anastacia "Moving" de Macaco "Thriller" de Michael Jackson | España Top 50 — Sencillo N° 1 4 de enero de 2009 - 28 de junio de 2009 (1.ª vuelta) 5 de julio de 2009 - 12 de julio de 2009 (2.ª vuelta) 19 de julio de 2009 - 26 de julio de 2009 (3.ª vuelta) | Sucesor: "Moving" de Macaco "Thriller" de Michael Jackson "Hot" de Inna |
| Predecesor: «Looking for Paradise» de Alejandro Sanz con Alicia Keys                         | México Top 100 — Sencillo N° 1 9 de diciembre de 2009 - 1 de enero de 2010 | Sucesor: "Se Me Va la Voz" de Alejandro Fernández                       |